# Glacier Dater
Le glacier Dater est un glacier d'environ 38 km de long, situé au nord-est du massif Vinson, le plus haut point de l'Antarctique. Il s'écoule dans les monts Ellsworth.
Découvert en décembre 1959, il a été nommé par l'Advisory Committee on Antarctic Names d'après l'historien américain Henry M. Dater.